# St. Stephan (Bamberg)

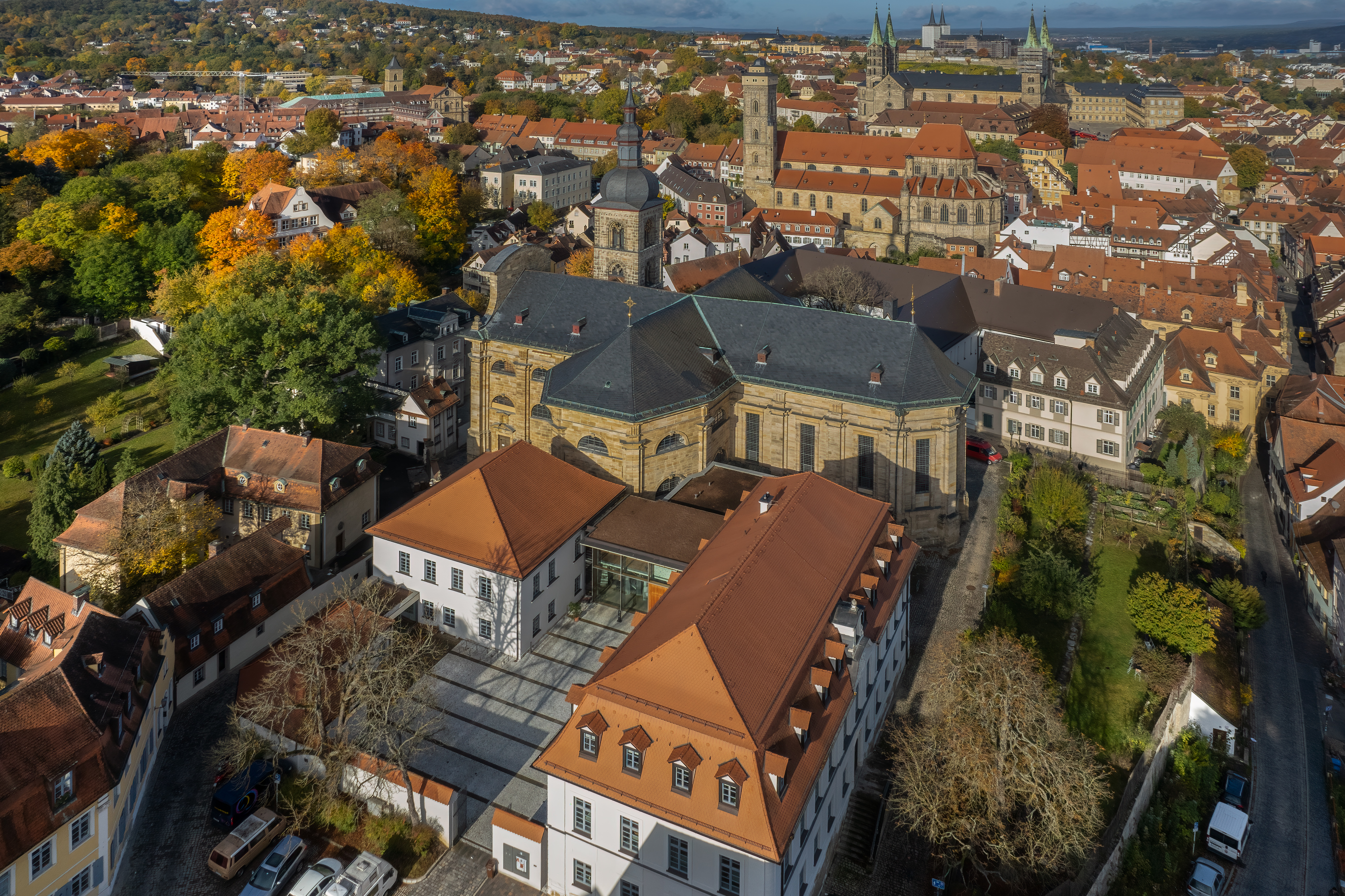
Sankt-Stephans-Kirche in Bamberg

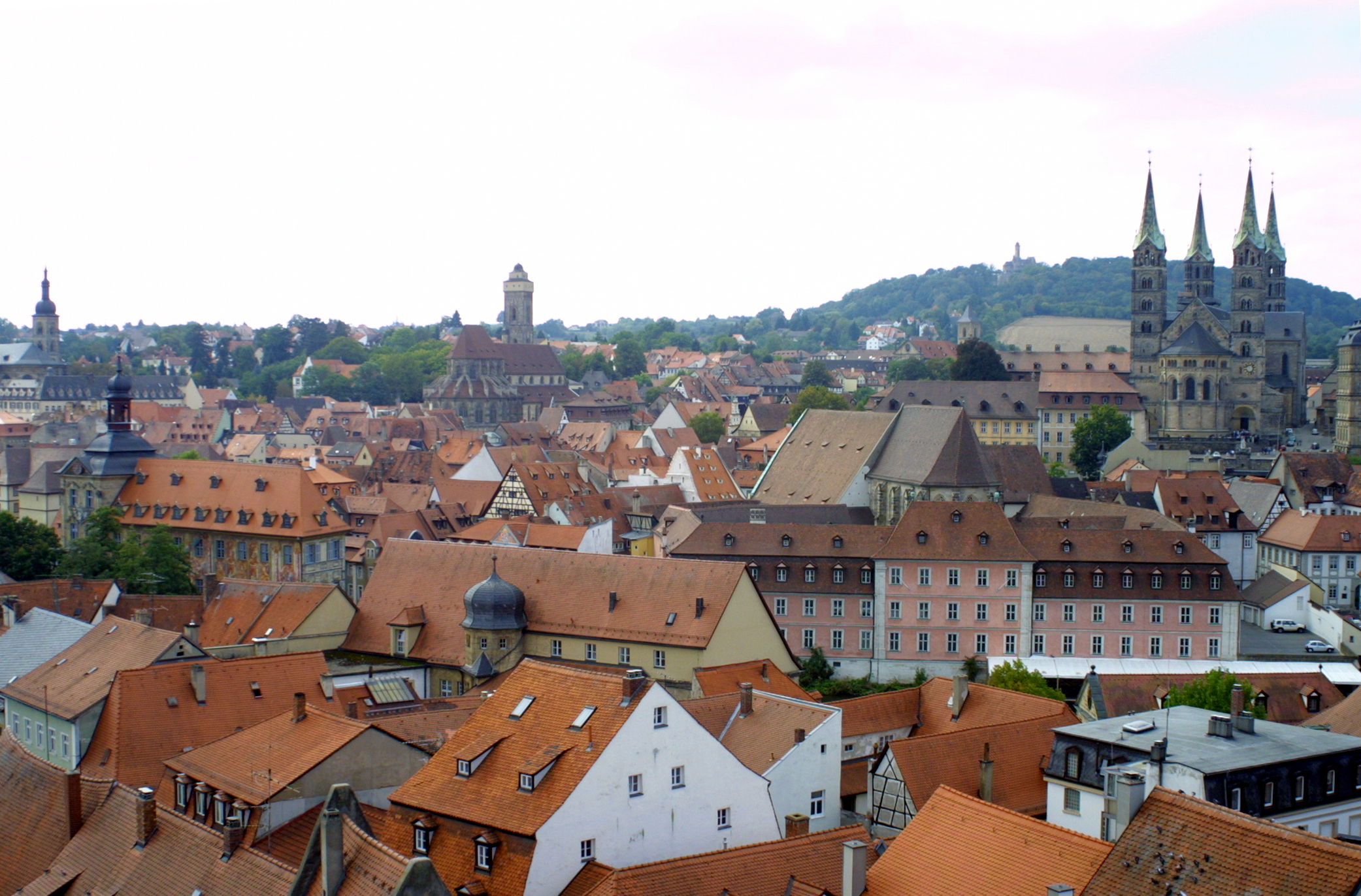
Stephanskirche (ganz links)
außerdem: Obere Pfarre und Bamberger Dom

Die Kirche St. Stephan in der Bamberger Altstadt, im allgemeinen Sprachgebrauch oft Stephanskirche genannt, ist seit 1808 die Hauptkirche der evangelischen Christen in Bamberg. Der heutige Bau stammt im Wesentlichen aus dem 17. Jahrhundert und wurde anstelle einer Vorgängerkirche aus dem 11. Jahrhundert an gleicher Stelle mit gleichem Grundriss errichtet.
Bis zur Säkularisation im Jahr 1803 handelte es sich um eine katholische Stiftskirche.
Sie gilt als die einzige heute evangelische Kirche, die von einem Papst (Benedikt VIII.) geweiht wurde. Die Weihe vollzog er zu Ostern 1020 in Anwesenheit von Heinrich II. und Kunigunde, die er sechs Jahre zuvor in Rom zum Kaiserpaar gekrönt hatte. Es war der erste Papstbesuch nördlich der Alpen seit fast 200 Jahren.

## Baugeschichte
1007/09 wurde durch Bischof Eberhard I. von Bamberg ein Kollegiatstift gegründet, eventuell auf Weisung der Kaiserin Kunigunde, und der erste dem Heiligen Stephan geweihte Kirchenbau errichtet. Er hatte einen kreuzförmigen Grundriss mit vier gleich langen Armen sowie einen Ost- und einen Westchor. Dieser Bau wurde 1235 um den Turm ergänzt, der als einziger Bauteil aus dem Mittelalter heute noch erhalten ist und 1698 das heutige Turmdach erhielt.
Die ursprüngliche romanische Kirche wurde zu Beginn des 17. Jahrhunderts abgebrochen und in zwei Stufen durch einen Neubau ersetzt. Zunächst wurde der Chor 1628 durch den Baumeister Giovanni Bonalino errichtet. Bedingt durch den Dreißigjährigen Krieg erfolgte die Vollendung des Kirchbaus mit Lang- und Querhaus erst in den Jahren 1678–1681 durch Antonio Petrini. Petrini behielt den ursprünglichen Grundriss des 11. Jahrhunderts bei, verzichtete jedoch auf den Westchor.

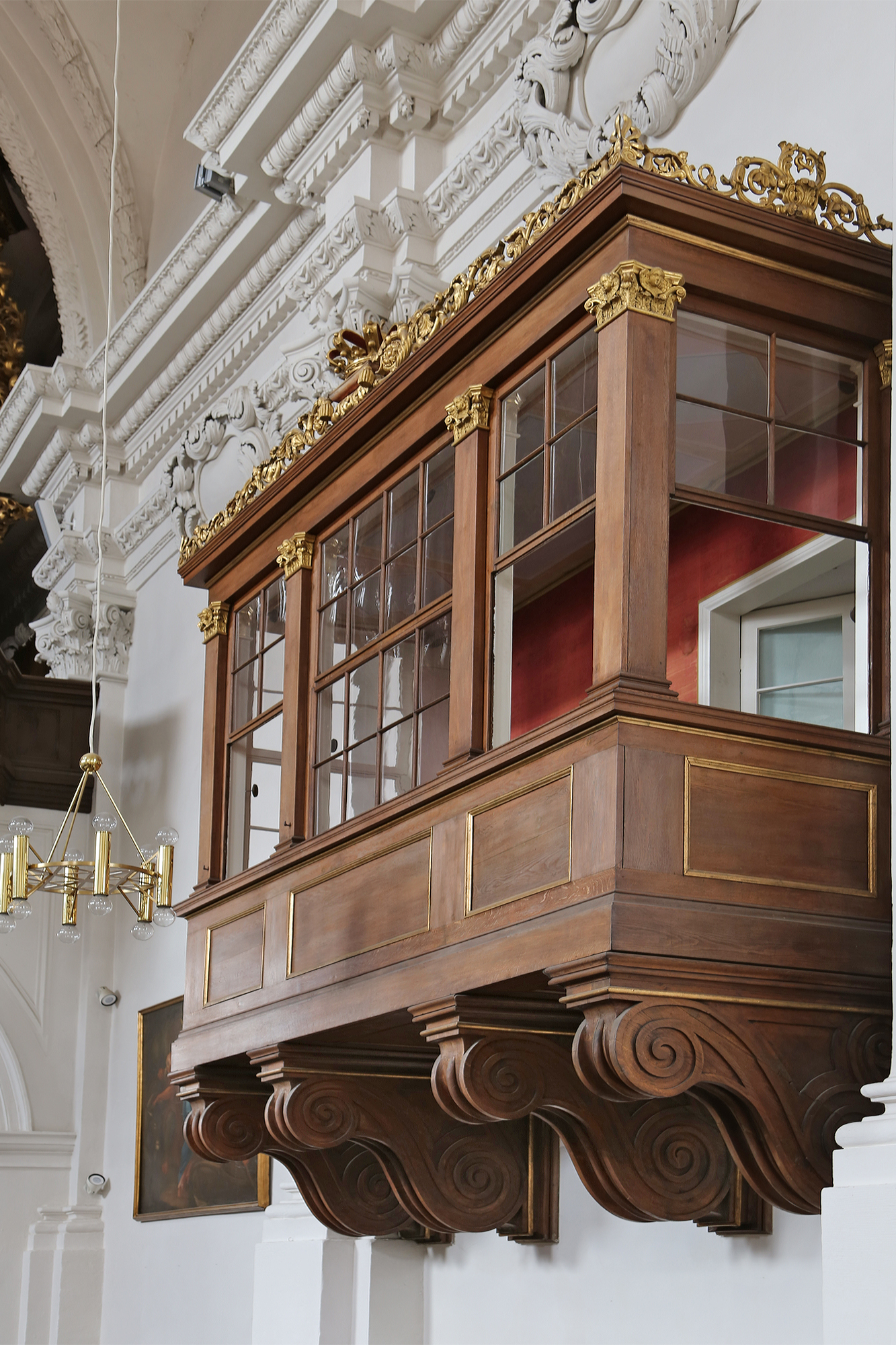
Die Königsloge

Nach der Eheschließung des bayerischen Kronprinzen Maximilian mit der Prinzessin Marie Friederike von Preußen ergab sich ein längerer königlicher Aufenthalt in Bamberg. Deshalb erhielt die Kirche im westlichen Langhaus eine Königsloge.
Im Stiftsbau brachte man später eine Präparandenschule unter.
1987 erfolgte eine umfassende Innenrenovierung mit der heutigen Weißfassung des Kirchenraums.

## Wandel zur evangelischen Kirche
Das katholische Stift wurde 1803 im Zuge des Reichsdeputationshauptschlusses aufgelöst und die Gebäude einschließlich der Stiftskirche St. Stephan säkularisiert. Der bayerische Staat als neuer Eigentümer überließ die Kirche 1808 der evangelisch-lutherischen Kirchengemeinde in Bamberg.

## Pfennigwunder-Legende
Zum Bau der Stephanskirche gibt es die Legende vom Pfennigwunder, die auf dem Kaisergrab im Bamberger Dom dargestellt ist:
„Im Dom zu Bamberg befindet sich das Grab des heiligen Paares Heinrich und Kunigunde. Ein Bildwerk dieses Grabmales zeigt die Kaiserin, wie sie die Bauleute der Stephanskirche bezahlt. Es war nämlich unter den Werkleuten ein bösartiger, unzufriedener Mann, der bestahl den Schaffner des Baues beim Ausbezahlen, so daß die bestimmte Summe niemals zureichen wollte. Man konnte dem Diebe lange nicht auf die Spur kommen. Da begab sich die heilige Kunigundis eines Tages selbst unter die Werkleute, und hielt eine Schale dar, aus welcher sich jeder seinen Pfennig nahm. Auch der Dieb griff in die Schale, nahm aber, wie früher, unvermerkt mehrere Pfennige. Kaum hatte er sie ergriffen, als ihm die Hände entsetzlich brannten, so daß er heulend davonlief, und als er nach Hause kam, nur noch Einen Pfennig in der Hand hatte.“

## Orgel

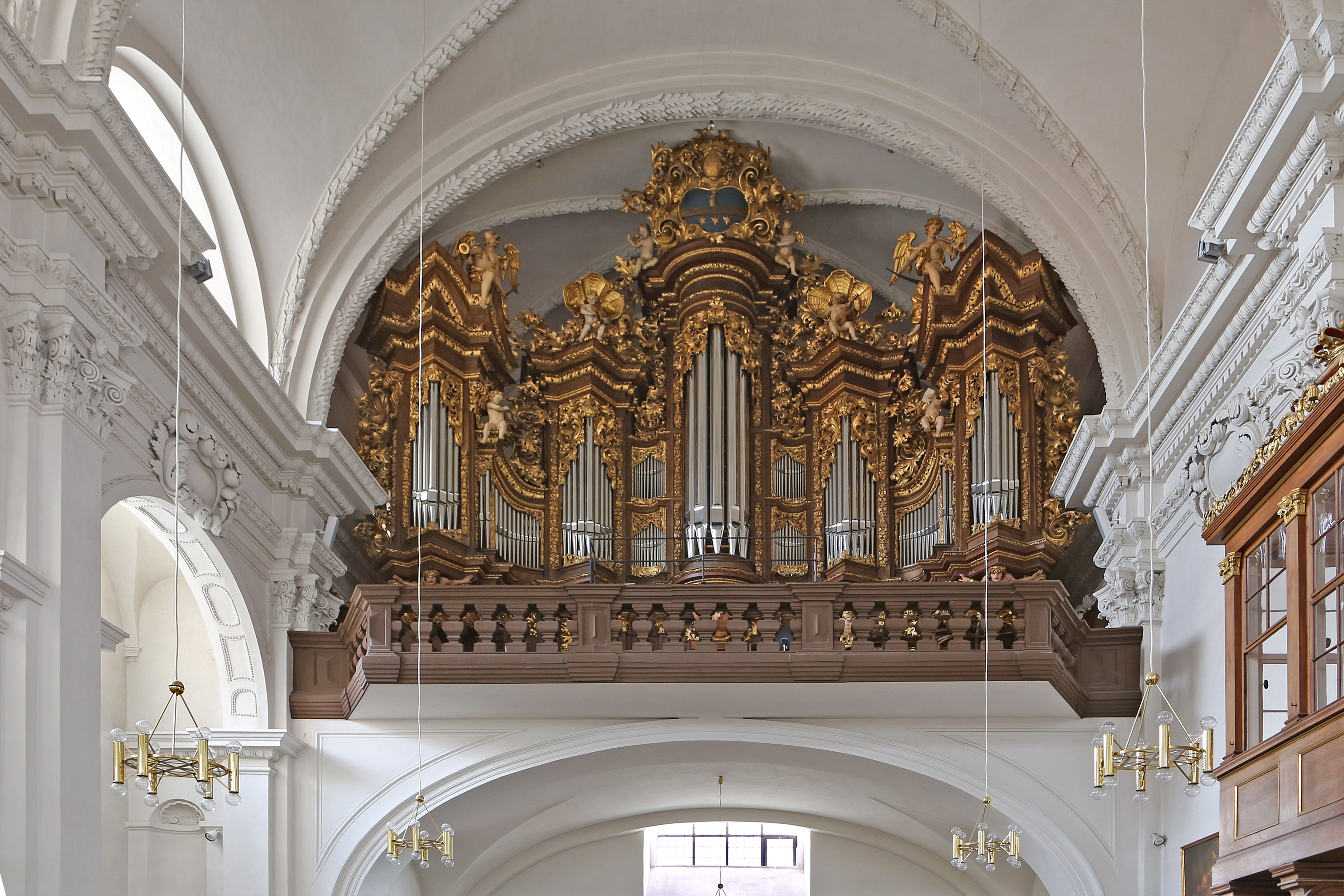
Die Orgel

Die Orgel von St. Stephan wurde in den Jahren 2003 bis 2008 von Mühleisen (Leonberg) in dem vorhandenen historischen Orgelprospekt gebaut, der für ein Instrument des Jahres 1710 gefertigt worden war. Das heutige Orgelwerk ersetzt ein Instrument, das 1892 G. F. Steinmeyer baute. Dieses Vorgängerinstrument wurde im Laufe des 20. Jahrhunderts mehrmals erweitert, umgebaut und verändert. Aufgrund des Schadensbefundes im Jahre 2003 erwies sich eine Überholung der Steinmeyer-Orgel als nicht sinnvoll. Das heutige Instrument hat 54 Register auf Schleifladen. Die Spieltrakturen sind mechanisch, die Registertrakturen mechanisch und elektrisch.
| I Hauptwerk C–a3 |                   |     |
| 1.               | Praestant         | 16′ |
| 2.               | Principal         | 8′  |
| 3.               | Gamba             | 8′  |
| 4.               | Quintathöne       | 8′  |
| 5.               | Copula            | 8′  |
| 6.               | Octav             | 4′  |
| 7.               | Spitzflöte        | 4′  |
| 8.               | Quinta            | 3′  |
| 9.               | Octav             | 2′  |
| 10.              | Mixtur V          | 2’  |
| 11.              | Zymbel III        | 1′  |
| 12.              | Cornett V (ab g0) | 8′  |
| 13.              | Trompete          | 16′ |
| 14.              | Trompete          | 8′  |

| II Oberwerk C–a3 |               |        |
| 15.              | Suavial       | 8’     |
| 16.              | Portunalflöte | 8′     |
| 17.              | Salicional    | 8′     |
| 18.              | Gedact        | 8′     |
| 19.              | Octav         | 4′     |
| 20.              | Holzflaute    | 4′     |
| 21.              | Nasat         | 3′     |
| 22.              | Terz          | 1 3⁄5′ |
| 23.              | Principal     | 2′     |
| 24.              | Quint         | 1 ⁄3′  |
| 25.              | Mixtur IV     | 1′     |
| 26.              | Dulzian       | 16′    |
| 27.              | Trompete      | 8′     |
| 28.              | Krummhorn     | 8′     |
|                  | Tremulant     |        |

| III Schwellwerk C–a3 |                       |       |
| 29.                  | Salicional            | 16′   |
| 30.                  | Geigenprincipal       | 8′    |
| 31.                  | Hohlflöte             | 8′    |
| 32.                  | Flute harmonique      | 8′    |
| 33.                  | Gamba                 | 8′    |
| 34.                  | Aeoline               | 8′    |
| 35.                  | Vox coelestis         | 8′    |
| 36.                  | Fugara                | 4′    |
| 37.                  | Traversflöte          | 4′    |
| 38.                  | Waldflöte             | 2′    |
| 39.                  | Prog. harmonika II-IV | 2 ⁄3′ |
| 40.                  | Fagott                | 16′   |
| 41.                  | Trompete              | 8′    |
| 42.                  | Oboe                  | 8′    |
|                      | Tremulant             |       |
|                      | Glockenspiel          |       |

| Pedal C–f1 |                         |         |
|            | Untersatz (Ext. von 43) | 32′     |
| 43.        | Subbass                 | 16′     |
| 44.        | Quintbass               | 10 2⁄3′ |
| 45.        | Principalbass           | 16′     |
| 46.        | Oktavbass               | 8′      |
| 47.        | Flötbass                | 8′      |
| 48.        | Großcornett II          | 6 2⁄5′  |
| 49.        | Basset                  | 4′      |
| 50.        | Mixturbass IV           | 3′      |
| 51.        | Bombarde                | 16′     |
| 52.        | Bossaunbass             | 8′      |
| 53.        | Trompete                | 4′      |

- Koppeln:
  - Normalkoppeln: II/I, III/I, III/II, I/P, II/P, III/P
  - Superoktavkoppel: III/P
  - Suboktavkoppel: III/III
- Nebenregister: Zimbelstern
- Spielhilfen: 9000-fache Setzeranlage, Crescendowalze mit zwei frei programmierbaren Kombinationen

## Glocken
Vom hohen Kirchturm der evangelischen Pfarrkirche Sankt Stephan auf dem Bamberger Stephansberg erklingen insgesamt zehn Glocken. Das Hauptgeläute besteht aus neun Glocken, die im Jahre 1961 von Friedrich Wilhelm Schilling zu Heidelberg gegossen wurden und auf die beiden Glockenstuben verteilt sind. Die zehnte, eine gotische Glocke aus dem 14. Jahrhundert befindet sich in der Turmlaterne und ist in das Geläut integrierbar (Nr. 10).
Insgesamt ist das Glockengeläute der Stephanskirche eine echte Ausnahme in der Bamberger Glockenlandschaft und Beispiel für moderne, klangvolle und gleichzeitig harmonische Geläute.
| Nr. | Name                           | Durchmesser | Masse    | Schlagton (HT-1/16) |
| --- | ------------------------------ | ----------- | -------- | ------------------- |
| 1   | Christus                       | 1467 mm     | 2145 kg0 | cis′+0              |
| 2   | Stephanus                      | 1157 mm     | 1051 kg0 | fis′+0              |
| 3   | Sterbeglocke                   | 1029 mm     | 753 kg   | gis′+0              |
| 4   | Vaterunserglocke               | 0912 mm     | 516 kg   | ais′+0-             |
| 5   | Trauungsglocke                 | 0845 mm     | 446 kg   | cis″+1-             |
| 6   | Taufglocke                     | 0753 mm     | 310 kg   | dis″+0              |
| 7   | Betstundenglocke               | 0627 mm     | 181 kg   | fis″-1-             |
| 8   | Kindergottesdienstglocke       | 0558 mm     | 127 kg   | gis″+0              |
| 9   | Jubilate                       | 0492 mm     | 088 kg   | ais″+1,5            |
| 10  | Evangelisten-/Vaterunserglocke | 0704 mm     | 200 kg   | h′+3                |